# 千葉市立土気小学校
千葉市立土気小学校は、千葉市緑区土気町1634-2にある、公立小学校。通称、「土気小」。学校番号は、049。

## 沿革
- 1876年創立
- 1908年土気尋常小学校と改称
- 1911年 高等科設置、土気尋常高等小学校と改称
- 1941年 　国民学校令公布、土気町国民学校と改称
- 1945年 空襲により校舎焼失
- 1947年千葉県山武郡土気町立土気小学校と改称
- 1969年千葉市立土気小学校と改称
- 1972年創立100周年記念式典挙行
- 1977年千葉市立大木戸小学校分離独立
- 1985年千葉市立土気南小学校分離独立
- 2009年ことばの教室開設
- 2011年 ライトポート緑開設

## 交通機関
JR外房線土気駅より、徒歩約5分